# Museo della scienza Phaeno
Museo della Scienza Phaeno o Phaeno Science Center è un centro scientifico interattivo situato a Wolfsburg, in Germania, inaugurato il 24 novembre 2005 e disegnato da Zaha Hadid. Phæno è nato dalla pianificazione urbana della città di Wolfsburg.

## Storia

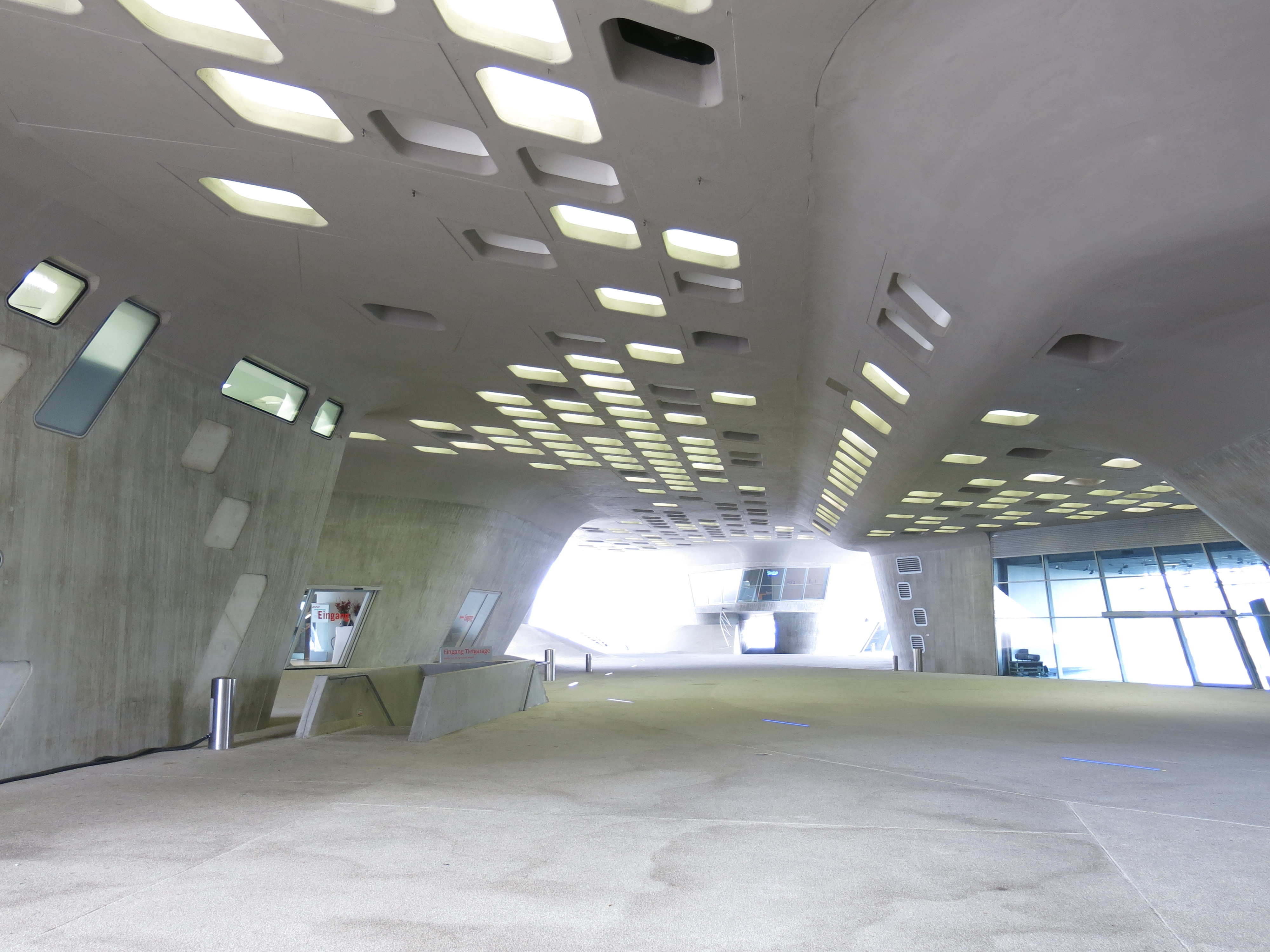
Parte interna del Phaeno; notare i fori da cui passa la luce

Il design dell'edificio ha vinto un RIBA European Award 2006 e l'Institution of Structural Engineers Award 2006 per le strutture di arte, tempo libero e intrattenimento.
Il Phæno era incluso in un elenco delle 7 meraviglie del mondo moderno (oggetti costruiti dal 2000) dal Financialist.
La pianificazione preliminare per la realizzazione è iniziata nel novembre 1998 e un anno dopo Joe Ansel, consulente e designer americano, è stato contattato per gestire le mostre e altri aspetti operativi del progetto. Fu indetto un concorso di progettazione architettonica nel gennaio 2000 per la realizzazione e fu vinto da Zaha Hadid, in collaborazione dagli ingegnere, Mayer Bährle e Adams Kara Taylor. Circa cinque anni dopo, Phæno ha aperto al pubblico il 24 novembre 2005 con oltre 250 mostre interattive. Il progetto architettonico è stato descritto dal New York Times come "un'opera di architettura ipnotica - il tipo di edificio che trasforma completamente la nostra visione del futuro".

## Descrizione

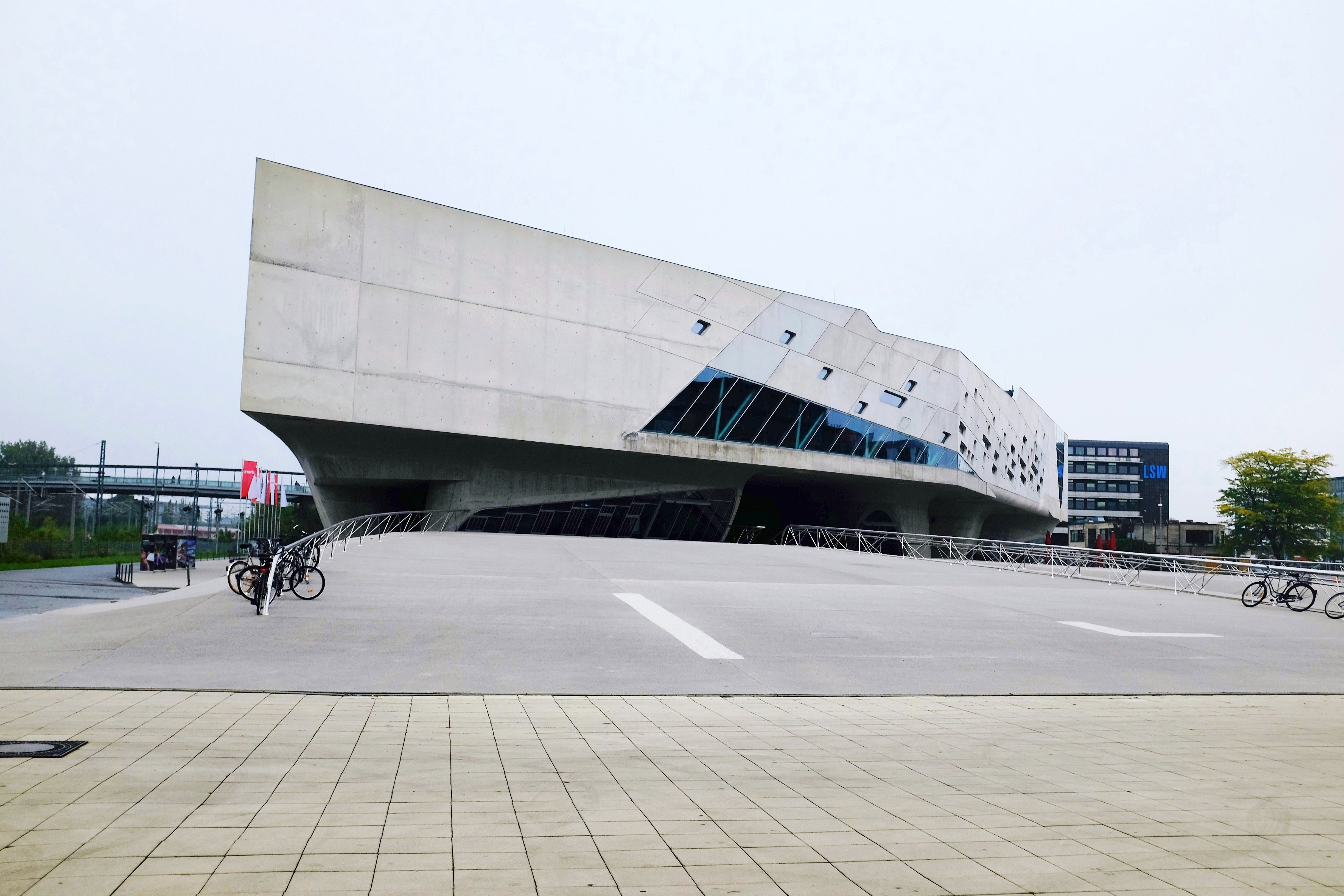
Vista del Phaeno; notare a sinistra il ponte che lo collega all'Autostadt

L'edificio dalla forma rettangolare, è stato realizzato grazie all'utilizzo di vetro e calcestruzzo. Esso è localizzato in uno spazio immediatamente adiacente alla stazione ferroviaria di Wolfsburg e appena a sud dell'Autostadt, nel centro della città tedesca. La forma parallelepipeda principale è sorretta da enormi pilastri dalla forma conica creati in calcestruzzo. All'interno della struttura vi sono dei fori a forma di bolle che lasciano passare la luce e ne illuminano l'interno.
Phæno è collegato all'Autostadt da un ponte di metallo a cui si accede da scale mobili su entrambi i lati. La parte inferiore di Phæno e i piloni conici sono illuminati di notte.